# Бараквил (Западна Вирџинија)
Бараквил (енгл. Barrackville) град је у америчкој савезној држави Западна Вирџинија.

## Демографија
По попису из 2010. године број становника је 1.302, што је 14 (1,1%) становника више него 2000. године.
| Група             | 2000.         | 2010.         |
| Белци             | 1.218 (94,6%) | 1.217 (93,5%) |
| Афроамериканци    | 50 (3,9%)     | 52 (4,0%)     |
| Азијати           | 1 (0,1%)      | 6 (0,5%)      |
| Хиспаноамериканци | 7 (0,5%)      | 13 (1,0%)     |
| Укупно            | 1.288         | 1.302         |